# 三田みらの
三田 みらの（みた みらの、1999年4月30日 - ）は、日本の女優である。大阪府出身。リコモーション所属。

## 主な出演作品

### テレビドラマ
- 必殺仕事人2016（2016年9月25日、朝日放送）
- 兵庫発地域ドラマ あったまるユートピア（2017年、NHK）
- 連続テレビ小説 まんぷく 第146回（2019年3月25日、NHK） - 中条咲子 役
- 恐怖新聞(2020年、CX)
- 雲霧仁左衛門(2020年、NHK)
- 高校野球ショートドラマ「青空ふたたび」(2019年、ABC)
- IP～サイバー捜査班(2021年、ANB)
- NHK大津開局 80周年記念ドラマ「キャンパスで会おう！」(2021年、NHK)
- 必殺仕事人(2022年、ABC)
- 大岡越前(2022年、NHK)
- 連続テレビ小説「カムカムエヴリバディ」(2022年、NHK)
- 木曜ミステリー「科捜研の女」(2022年、ANB)
- 科捜研の女 Season23（2023年9月27日、ANB）-守村元子 役
- 広重ぶるう（2024年3月23日、NHK）
- 鬼平犯科帳 SEASON1 血頭の丹兵衛（2024年7月6日、時代劇専門チャンネル）

### ラジオドラマ
- FMシアター （NHK-FM）
  - 『ソラノムスメ』（初回放送：2018年8月4日、再放送：2018年11月12日）[1][1]
  - 『ノストラダムスと冷静な航海士たち』（2020年4月25日）[2]
  - 『バスタイム』（2020年10月10日） - 早実 役[3]
- 青春アドベンチャー （NHK-FM）
  - 『うるはしみにくし あなたのともだち』（2023年1月23日 - 2月3日）[4]
  - 『彼女が遺したミステリ』（2025年1月6日 - 19日） - 保坂薫子 役[5]

### 映画
- 神戸芸術工科大学卒業制作作品「ジョウリクホウトウ」（2015年）
- 『港に灯がともる』（2025年）

### 舞台
- 大阪市こども・夢・創造プロジェクト こどもダンスミュージカル『アンデルセン物語』（2008年）
- D'OAM crew Project vol.5『Shadow』（2008年）
- 大阪市こども・夢・創造プロジェクト こどもダンスミュージカル『アンデルセン物語』（2009年）
- ダンスオペラ vol.6『Re-Birth』（2009年）
- D'OAM crew Project『Jr.Dance Mission』（2009年）
- D'OAM crew Project vol.6『5JIVE』（2010年）
- ダンスオペラ vol.7『THE WHITE ISLAND』（2010年）
- Girls ダンスオペラ vol.6『ONE-本当のいちばんに-』（2011年）
- MASTER:D produce『MIXER:D』（2011年）
- 大阪市こども・夢・創造プロジェクト こどもダンスミュージカル『アンデルセン物語』（2011年）
- ミジンコターボ 09『いたずら王子バートラム』（2011年）
- 『Gift〜つぼみからのクリスマスプレゼント〜』（2012年）映像出演
- ミジンコターボ 10『シニガミと蝋燭』（2012年）
- JAGGER PRODUCE『ANOTHER SKY』（2013年）
- 『へなちょこヴィーナス』（作：高橋いさを、小田玲奈 / 演出：森岡利行、2013年）
- 『間違いだらけのスポーツクラブ』（作：江頭美智留 / 演出：大塚雅史、2013年）
- 『甲子園だけが高校野球ではない2013』（演出：竹田昌広、2013年）
- たかつかまさひこのミステリー劇場『ミュージカルだョ!?青春探偵』（演出：大塚雅史、2014年）
- 美内すずえ×ガラスの仮面劇場 劇団つきかげ『女海賊ビアンカ』（2014年）
- 『HAPPINESS』（2014年）
- 『Peaceful!!』（2014年）
- Z GIRLS公演「キラメキ～私はトビウオ、あなたは太陽～」（2016年）
- バレンタインスペシャル公演2017新人女優対決「ガラスの仮面・愛のメソッド」（2017年）
- PROJECT 真夏の太陽ガールズ「キラメキ」（2017年）
- SHASEN×ステージタイガー「めいめい」（2018年）
- Zsystem「Traumatic Girl 2018」（2018年）
- 『春のめざめ』（作：フランク・ヴェーデキント / 演出：白井晃、2019年）[6]
- Z system プロデュース 無観客配信公演「代わりの女」（2020年）
- ピッコロシアタープロデュース「脚気にしやがれ！～近代日本最悪の病「脚気」奮闘記～」（2022年）
- Z system「キラメキ2023 ～私はトビウオ、あなたは太陽～」（2023年）
- 100年の詩物語Vol.2 いいむろなおきマイムシアター「心象スケッチ～宮沢賢治の世界～」（作・演出：いいむろ　なおき、2024年3月23日）[7]

### その他
- わくわく宝島 D'OAM Crew（2008年）
- WEST SIDE（2009年）
- 岸和田カンカン ムラサキスポーツ ファッションショー（2009年）
- WEST SIDE（2010年）
- Hatchamp 2周年イベント（2010年）
- teens DANCE ARENA（2011年）
- MINAMI BROADWAY FOR KIDS（2011年）
- ARISE II NEXT MOVE（2011年）
- 映画『ストリートダンス/TOP OF UK』上映前パフォーマンス（2012年）